# Advent (Cornouailles)
Pour les articles homonymes, voir Advent.
 (septembre 2023).
Advent est une paroisse civile des Cornouailles, en Angleterre, au Royaume-Uni.